# 六斑球蛛
六斑球蛛（学名：Theridion seximaculatum）为球蛛科球蛛属的动物。在中国大陆，分布于海南等地。该物种的模式产地在海南尖峰岭。